# Danaea tenera
Danaea tenera là một loài dương xỉ trong họ Marattiaceae. Loài này được C.V. Morton mô tả khoa học đầu tiên năm 1951.